# Германо-маршалловские отношения
Германо-маршалловские отношения — двусторонние дипломатические отношения между Германией и Маршалловыми Островами. Государства являются полноправными членами Организации Объединённых Наций (ООН). Дипломатические отношения установлены в 1991 году и описываются министерством иностранных дел Германии как «традиционно дружественные и хорошие».

## История
К концу XIX — началу XX века Маршалловы острова находились под колониальным господством Германской империи. В то время они входили в состав колоний Германии в южной части Тихого океана и управлялись вместе с другими территориями как Германская Новая Гвинея с 1906 года. В 1914 году, в начале Первой мировой войны, острова были оккупированы японскими войсками, что положило конец германскому правлению.

## Дипломатические отношения
Установление современных дипломатических отношений между государствами произошло 23 сентября 1991 года. Однако, на Маршалловых островах нет посольства Германии, ответственным дипломатическим представительством является посольство Германии в Маниле на Филиппинах. В Германии также нет дипломатического представительства Маршалловых Островов: их интересы представляет посольство в Нью-Йорке в Соединённых Штатах Америки.
В середине июля 2014 года министр иностранных дел Маршалловых Островов Тони Брум принял участие в пятом Петерсбергском диалоге по климату в Берлине.

## Экономика и развитие
Определенное значение имеют экономические отношения в рамках морского судоходства. Из более чем 1200 судов, зарегистрированных на Маршалловых островах, около 240 — из Германии, что соответствует примерно пятой части.  Сферы деятельности в политике развития относятся, прежде всего, к микропроектам в области технического сотрудничества и защиты климата. 